# Válka tří Jindřichů (1585–1587)
Válka tří Jindřichů (francouzsky Guerre des Trois Henri) je ve francouzských dějinách označení pro osmý a poslední válečný konflikt během náboženských válek ve Francii. Válka probíhala v letech 1585–1587 o nástupnictví na francouzský trůn. Účastníky sporu byli:
- bezdětný král Jindřich III. Francouzský podporovaný royalisty
- král Jindřich III. Navarrský (posléze Jindřich IV. Francouzský), vůdce hugenotů, podporován anglickou královnou Alžbětou I. a německými protestantskými vévody. Legitimní následník francouzského trůnu.
- vévoda Jindřich I. de Guise, vůdce katolické ligy, financovaný a podporovaný španělským králem Filipem II.

## Průběh
Válku vyvolal Filip II., aby zabránil Francii v zasahování proti španělské armádě v Nizozemsku a potlačení jeho plánu napadnout Anglii. Katolická liga přesvědčila krále Jindřicha III. vydat edikt zakazující protestantismus a rušící právo na trůn Jindřichu Navarrskému. Jindřich III. byl pravděpodobně ovlivněn svým oblíbencem vévodou Anne de Joyeuse. Edikt z Nemours (18. července 1585) zrušil všechny dosavadní toleranční edikty vůči protestantů, zakázal protestantské bohoslužby a neumožnil nekatolíkovi stát se francouzským králem. Král Jindřich III. tak byl donucen jít do války, neboť Jindřich Navarrský nemohl pominout zrušení svých práv na trůn.
Jindřich de Guise vedl vojska proti německým protestantům. Jeho bratr Karel II. Lotrinský musel bojovat proti Jindřichu Navarrskému. Král Jindřich III. si držel odstup od obou. Poprava katoličky Marie Stuartovny (8. února 1587) z rozkazu anglikánské královny Alžběty I. však konflikt urychlila.
V bitvě u Coutras (15. října 1587) Jindřich Navarrský porazil královskou armádu, které velel vévoda Anne de Joyeuse, jenž v bitvě zahynul. Ale v bitvě u Vimory (26. října 1587) vévoda de Guise rozdrtil německé žoldnéře a švýcarské protestanty. Vévoda de Guise tím v Paříži získal velkou prestiž, zatímco král byl kritizován za to, že přivedl do země cizí žoldnéře.
Po smrti Anne de Joyeuse a Jindřicha Bourbon-Condé se uvolnila vláda v Normandii a Pikardii. Vévoda de Guise požádal krále o Normandii pro sebe a Pikardii pro svého bratrance Karla I. z Aumale, což král odmítl.
Vévoda de Guise i přes formální zákaz krále a díky své popularitě vstoupil 9. května 1588 do Paříže. Aktivně se podílel na povstání journée des barricades (12. května 1588), po kterém byl král nucen uprchnout z Paříže a uchýlil se na zámek Blois.
Pro krále byla obtížná i mezinárodní situace, neboť 29. května 1588 Filip II. Španělský vyslal k útoku na Anglii svou Armadu. Král pod vévodovým nátlakem podepsal 17. července 1588 edikt o jednotě (édit d'union), ve kterém se král usmířil s vévodou a zavázal se neuzavřít „žádný mír ani příměří s kacíři.“ Vévoda byl jmenován správcem království (lieutenant-général du royaume), který dočasně vykonával správu jménem krále.
Po porážce španělské Armady 8. srpna 1588 král svolal do Blois na 16. října 1588 generální stavy. Vévoda plánoval zavraždit krále a zmocnit se trůnu, ale král udeřil jako první a nechal zabít vévodu a jeho bratra Ludvíka, kardinála de Guise 23. prosince 1588. Tím oslabil rodinu de Guise a katolickou ligu.
Vypukla nová otevřená válka mezi royalisty a katolickou ligou. Podle univerzitních teologů byla Paříž zbavena povinnosti poslušnosti ke králi. Většina měst se vzbouřila, kromě těch v údolí Loiry a Bordeaux. Bratr vévody z Guise Karel II. Lotrinský převzal vedení vojsk Ligy a pokusil se dobýt Blois a Tours. Jindřich III. byl nucen obrátit se na svého švagra, protestantského krále Navarry, a slíbit mu ochranu protestantů. Tím se zcela změnil poměr sil a oba králové se začali chystat na obléhání Paříže. 1. srpna 1589 byl však na Jindřicha III. spáchán atentát a bezdětný král zemřel následující den. Jindřich III. Navarrský se stal Jindřichem IV. Francouzským jako poslední přeživší ze tří Jindřichů.

## Následky
Po smrti Jindřicha III. se rozpadá koalice kolem nového krále. Mnoho katolických royalistů odmítlo sloužit protestantskému Jindřichovi Navarrskému a část armády odešla od Paříže. Jindřich však musel pokračovat v boji. Přerušil obléhání Paříže, ale porazil vévodu de Mayenne 29. září 1589 v bitvě u Arques. Dobyl několik měst a znovu porazil Ligu a Španěly v bitvě u Ivry 14. března 1590.
Slavnostně přestoupil na katolictví 25. července 1593 v bazilice Saint-Denis, čímž ho uznala většina katolické šlechty. 27. února 1594 byl korunován králem v katedrále Notre-Dame v Chartres, protože Remeš, tradiční korunovační město, bylo stále obsazeno ligou.
Dne 22. března 1594 vstoupil do Paříže a vypudil španělské oddíly. Účastníkům ligy, kteří uznali svou porážku, udělil rozsáhlé odpuštění. Rozhřešení, které mu 17. září 1595 poskytl papež Klement VIII., mu umožnilo postupné usmířit všechny vrstvy obyvatelstva. Přesto zůstalo několik oponentů, jako byl Jean Châtel, který se 27. prosince 1594 pokusil zavraždit krále u Louvru. Jindřich IV. definitivně porazil armádu Ligy v bitvě u Fontaine-Française.
Po skončení této občanské války díky Jindřichu IV. začalo období hospodářského růstu a vnitřního míru.